# Joan Corbera
Joan Corbera fue un eclesiástico y escultor español afincado en tierras valencianas. 

## Biografía
No se sabe dónde nació, pero probablemente era de la ciudad de Valencia, donde vivió entre los siglos XV y XVI. Fue un maestro de obras del gótico tardío. En 1506, a la muerte de Pere Compte, fue elegido maestro de obras de la ciudad de Valencia, y por tanto director de las obras del Consulado del Mar de la Lonja de Valencia. Trabajó en el Palacio de la Generalidad Valenciana junto a Pere Compte desde 1494. Joan Corbera es el autor de los dos primeros pisos de este palacio, que acabó en 1510, junto con Joan Mançano. Se encargó de dirigir la construcción del retablo de la Catedral de Valencia entre 1506 y 1507.